# ويليام غاورز (عالم أعصاب)
السير ويليام ريتشارد غاورز الحاصل على زمالة الجمعية الملكية (20 مارس 1845 – 4 مايو 1915) هو عالم أعصاب بريطاني الأصل، وقد وصفه ماكدونالد كريتشيلي بأنه «من المرجح أعظم عالم أعصاب سريري على مر العصور». عمل غاورز في المستشفى الوطني لمرضى الصرع والشلل، كوين سكوير، لندن (المستشفى الوطني لطب الأعصاب والجراحة العصبية حاليًا) في الفترة الممتدة بين عامي 1870 و1910، وأدار مكتبًا استشاريًا من منزله في شارع كوين آن، «دبليو 1»، وألقى أيضًا المحاضرات في مستشفى الكلية الجامعية. نشر غاورز الكثير من الأعمال على نطاق واسع، لكن يمثل دليل أمراض الجهاز العصبي المؤلف من مجلدين (1886 - 1888) على الأرجح أبرز هذه الأعمال وأشهرها، إذ يُشار إلى هذا الكتاب في كوين سكوير باسم الكتاب المقدس لطب الأعصاب.

## حياته المهنية وأبحاثه

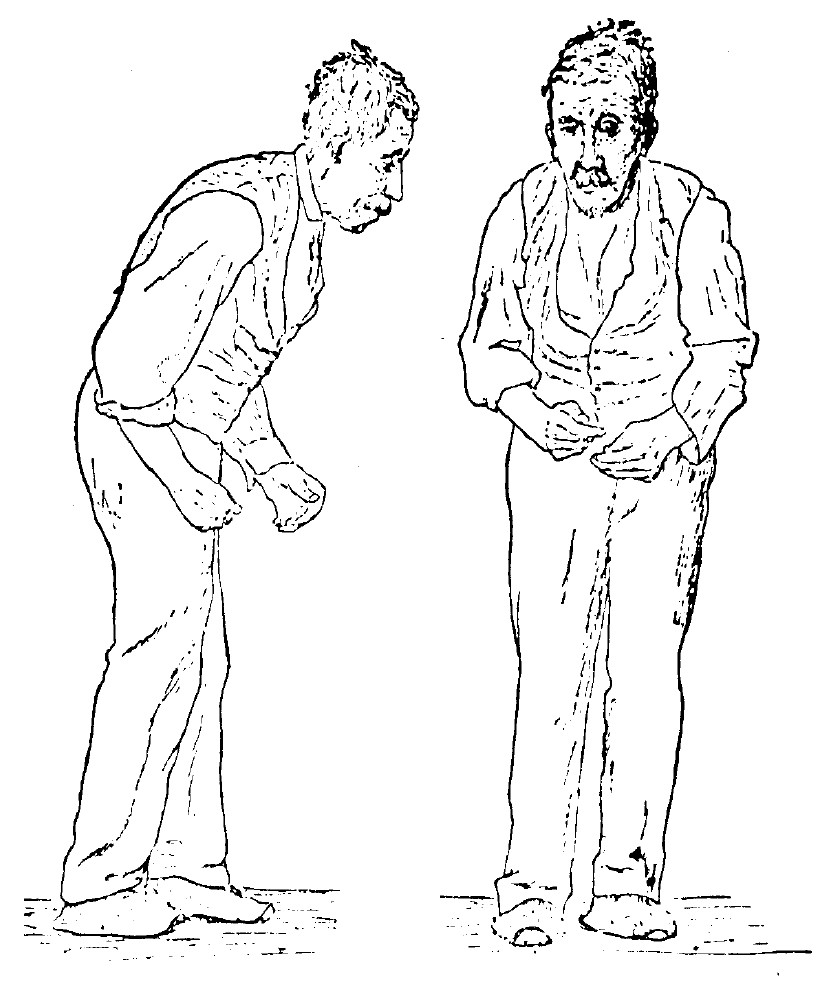
رسم تخطيطي لمرض باركنسون للسير ويليام ريتشارد جورز عام 1886

ذهب غاورز مع فيليبس إلى لندن من أجل لقاء ويليام جينر، الذي أخذ الشاب الصغير تحت جناحه، وشجعه ووظفه بمنصب سكرتير له. استطاع غاورز من خلا دراسته تحت إشراف كل من جينر وجون راسل رينولدز تحقيق سجل جامعي متميز. كان رينولدز ربما وراء إقناع غاورز بالتقدم لشغل منصب المسجل الطبي الجديد في المستشفى الوطني لمرضى الصرع والشلل، في كوين سكوير، ليشغل غاورز هذا المنصب بين عامي 1870 و1872. حصل غاورز بعد ذلك على ترقية إلى طبيب مساعد في كوين سكوير، ليقضي بقية حياته المهنية في المستشفى ويتقاعد في عام 1910.
في عام 1875، تزوج غاورز من ماري بينز، التي تمتلك صلة قرابة بعائلة رينولدز. كانت عائلتها مالكة ليدز ميركوري، وهي صحيفة لا امتثالية رائدة مناصرة للإصلاحات الليبرالية. أنجب غاورز وزوجته ولدين، السير ويليام فريدريك غاورز والسير إرنست آرثر غاورز، اللذين التحقا بمدرسة في رغبي ثم درسا الكلاسيكيات في كامبردج. انضم كلاهما لاحقًا إلى الطبقة الإدارية المتشكلة حديثًا للخدمة المدنية: التحق ويليام فريدريك بالخدمة المدنية الاستعمارية لتنهي حياته المهنية كحاكم لأوغندا. انضم إرنست إلى الخدمة المدنية الوطنية. امتلك إرنست مهنة مرموقة، واستطاع بعدها صنع اسمه كمؤلف لكتاب كلمات بسيطة، الذي ألفه في الأصل ككتيب تدريبي للخدمة المدنية، وفي النهاية وضع المراجعة الأولى لكتاب اللغة الإنكليزية الحديثة لفاولر. عانت أختاهما الاثنتان، إديث وإيفلين، من التهاب الشبكية الصباغي في بداية شبابهما. كان إرنست جد الملحن باتريك غاورز والجد الأكبر لعالم الرياضيات السير تيموثي غاورز.
أنتج غاورز غالبية أعماله الرئيسية، بما في ذلك دليل أمراض الجهاز العصبي المؤلف من مجلدين، بين عامي 1870 و1890. ما يزال هذا الكتاب مستخدمًا اليوم من قبل الأخصائيين الطبيين كمرجع أساسي لهذه الأمراض. حصل غاورز على درجة الماستر في التشخيص، واكتسب سمعة عالمية لتدريسه السريري في كوين سكوير. تقلد غاورز منصب أستاذ جامعي للطب السريري في كلية لندن الجامعية في عام 1887. كان غاورز فنانًا ذاتي التعلم، وبرع في النقش بالحمض، إذ استمتع بهذا الإنجاز كهواية له وخلال عمله على حد سواء. عُرضت واحدة من النقوش التي حفرها أثناء عطلته في الأكاديمية الملكية.
أدى استغراقه المفرط في العمل إلى تدهور صحته بسرعة منذ تسعينيات القرن التاسع عشر فصاعدًا. عانى مع زوجته من ذات الرئة في عام 1913، ما انتهى بموت ماري. توفي غاورز بعد عامين، في عام 1915. كان في السبعين من عمره عند وفاته.
حصل د. ويليام غاورز على لقب الفارس الحدث في عام 1897 ليُعرف بعد ذلك باسم السير ويليام غاورز.